# Micrasema longulum
Micrasema longulum är en nattsländeart som beskrevs av Mclachlan 1876. Micrasema longulum ingår i släktet Micrasema och familjen bäcknattsländor. Inga underarter finns listade i Catalogue of Life.